# Steve Reevis
Steve Reevis (Montana, 14 de agosto de 1962 - ib., 7 de diciembre de 2017) fue un actor estadounidense conocido por interpretar a Shep Proudfoot en la película Fargo (1996).

## Biografía
Reevis creció en una reserva de pies negros. Se graduó en la Escuela india Flandreau de Dakota del Sur y asistió a al Haskell Indian Junior College en Lawrence (Kansas), donde recibió un grado en arte.
Su primer trabajo en el cine fue como doble en el filme War Party (1987), donde también actuó su hermano, Tim, quien más tarde apareció en Buffalo Bill's Wild West Show en Disneyland Paris. Su primer trabajo como actor, en 1988, fue en Twins. Posteriormente interpretó a un guerrero Sioux en la ganadora del Óscar a la mejor película Dances with Wolves (1990). En 1993, interpretó el rol de Chato en Geronimo: An American Legend, cinta protagonizada por Wes Studi, y en 1995 interpretó otro personaje nativoamericano en Last of the Dogmen, junto a Tom Berenger.
En 1996, Reevis recibió un premio de parte de First Americans in the Arts (FAITA) por sus papeles en la reconocida Fargo, dirigida por los hermanos Coen, y en el telefilme Crazy Horse. En 2004 volvió a recibir dicho reconocimiento por su trabajo en la serie de ABC Line of Fire. Durante su carrera posterior tuvo roles en The Missing (2003), The Longest Yard (2005), la miniserie Into the West (2005) y la serie dramática de televisión Bones.
Reevis falleció el 7 de diciembre de 2017 en Missoula (Montana), a la edad de 55 años.

## Filmografía
- Twins (1988) - Native American
- Dances with Wolves (1990) - Sioux #1/Warrior #1
- Geronimo: An American Legend (1993) - Chato
- Last of the Dogmen (1995) - Yellow Wolf
- Wild Bill (1995) - Sioux Chief
- Fargo (1996) - Shep Proudfoot
- Crazy Horse (1996)
- The Missing (2003) - Two Stone
- The Longest Yard (2005) - Baby Face Bob
- Into the West (2005) - Older Loved By The Buffalo
- Comanche Moon (2008) - Worm
- Road to Paloma (2013)

## Televisión
- Promised Land - episodio "The Outrage" (1997) - Sheriff Lamont Nez
- Walker, Texas Ranger - episodio "Mayday" (1997) - Jake Stonecrow
- JAG - episodio "The Return of Jimmy Blackhorse" (1998) - Sammy Wheeler
- Walker, Texas Ranger - episodio "Way of the Warrior" (1999) - John Wolf/Lone Wolf
- Bones - episodio "The Man in the Bear" (2005) - Sherman Rivers